# Путилівка (Луцький район)
Пути́лівка — село в Україні, у Луцькому районі (до 2020 року в Ківерцівському районі) Волинської області. Населення становить 100 осіб. Входить до Олицької міської громади.

## Географія
Через село тече річка Путилівка.

## Пам'ятки
- Цуманські джерела — гідрологічна пам'ятка природи місцевого значення.

## Населення
Згідно з переписом УРСР 1989 року чисельність наявного населення села становила 119 осіб, з яких 58 чоловіків та 61 жінка.
За переписом населення України 2001 року в селі мешкало 100 осіб.

### Мова
Розподіл населення за рідною мовою за даними перепису 2001 року:
| Мова       | Відсоток |
| ---------- | -------- |
| українська | 99,00 %  |
| російська  | 1,00 %   |